# Zahna
Zahna è una frazione della città tedesca di Zahna-Elster.

## Storia
Il 1º gennaio 1992 venne aggregato alla città di Zahna il comune di Klebitz.